# Delphinium leptophyllum
Delphinium leptophyllum är en ranunkelväxtart som beskrevs av William Botting Hemsley. Delphinium leptophyllum ingår i släktet storriddarsporrar, och familjen ranunkelväxter. Inga underarter finns listade i Catalogue of Life.